# Acacia oshanesii
Acacia oshanesii é uma espécie de leguminosa do gênero Acacia, pertencente à família Fabaceae.